# TD Ameritrade Park
Le TD Ameritrade Park Omaha, est un stade de baseball de 24 505 places situé à Omaha dans l'État du Nebraska. Il est officiellement inauguré le 18 avril 2011. C'est le domicile des Bluejays de Creighton, club universitaire de baseball de l'université Creighton.

## Histoire
La cérémonie officielle de première pelletée de terre eu lieu le 21 janvier 2009. Le 8 juin 2009 est signé un partenariat avec la société TD Ameritrade. Le stade prend le nom de TD Ameritrade Park Omaha, appliquant un naming de 20 ans.
La rencontre inaugurale du TD Ameritrade Park se déroule le 19 avril 2011, les Bluejays de Creighton affrontent les Cornhuskers du Nebraska devant 22 000 spectateurs. Les Cornhuskers remportent la rencontre par un score de 2-1.
Il accueille la finale des College World Series depuis 2011. Le stade accueille la franchise des Nighthawks d'Omaha de l'United Football League, une ligue mineure de football américain de 2011 à 2012.

## Dimensions
- Left Field – 335 pieds (102 m)
- Left Center – 375 pieds (114 m)
- Center Field – 408 pieds (124 m)
- Right Center – 375 pieds (114 m)
- Right Field – 335 pieds (102 m)

## Galerie

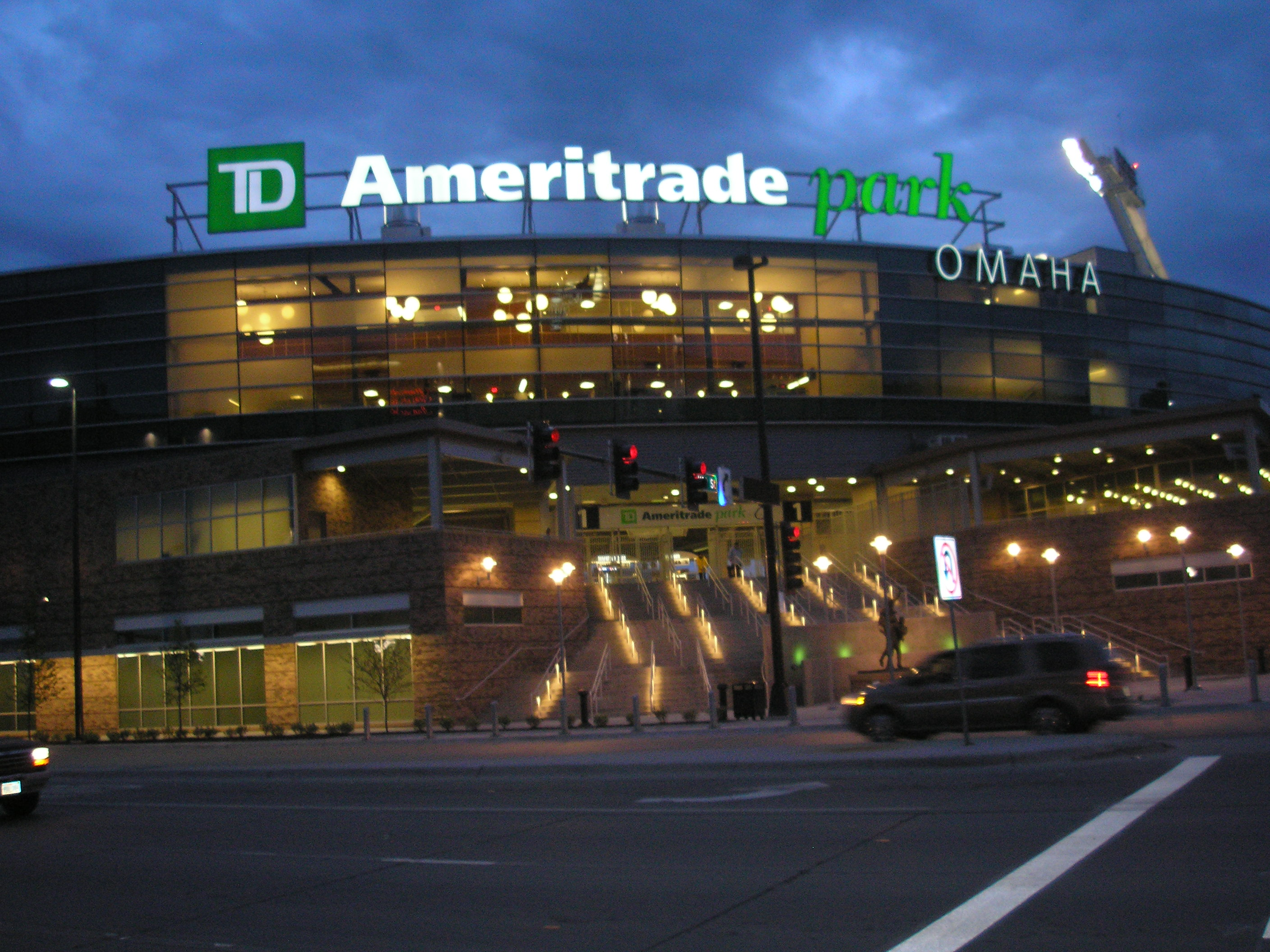
Entrée du stade (mai 2011)
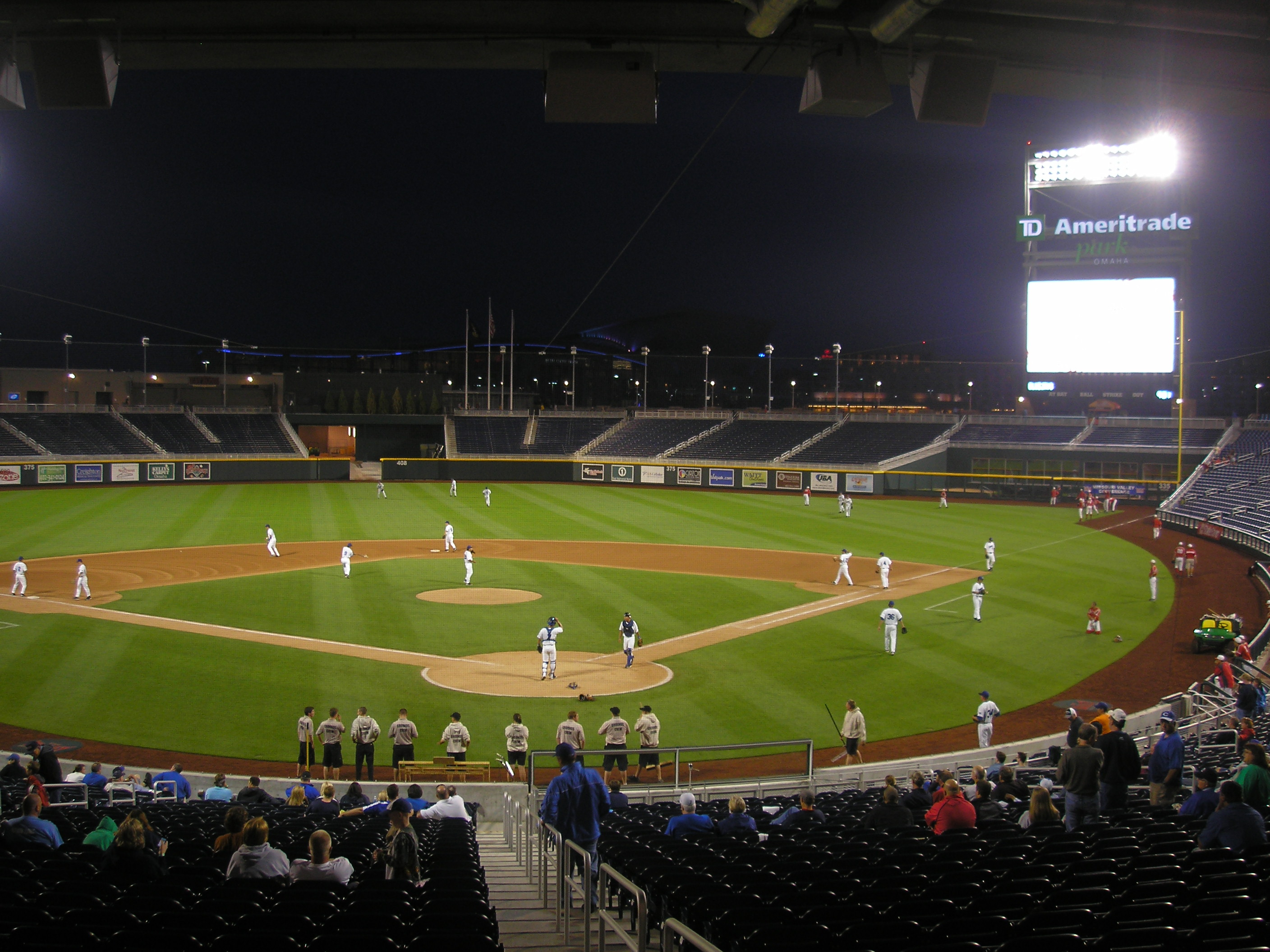
Match au TD Ameritrade Park (mai 2011)
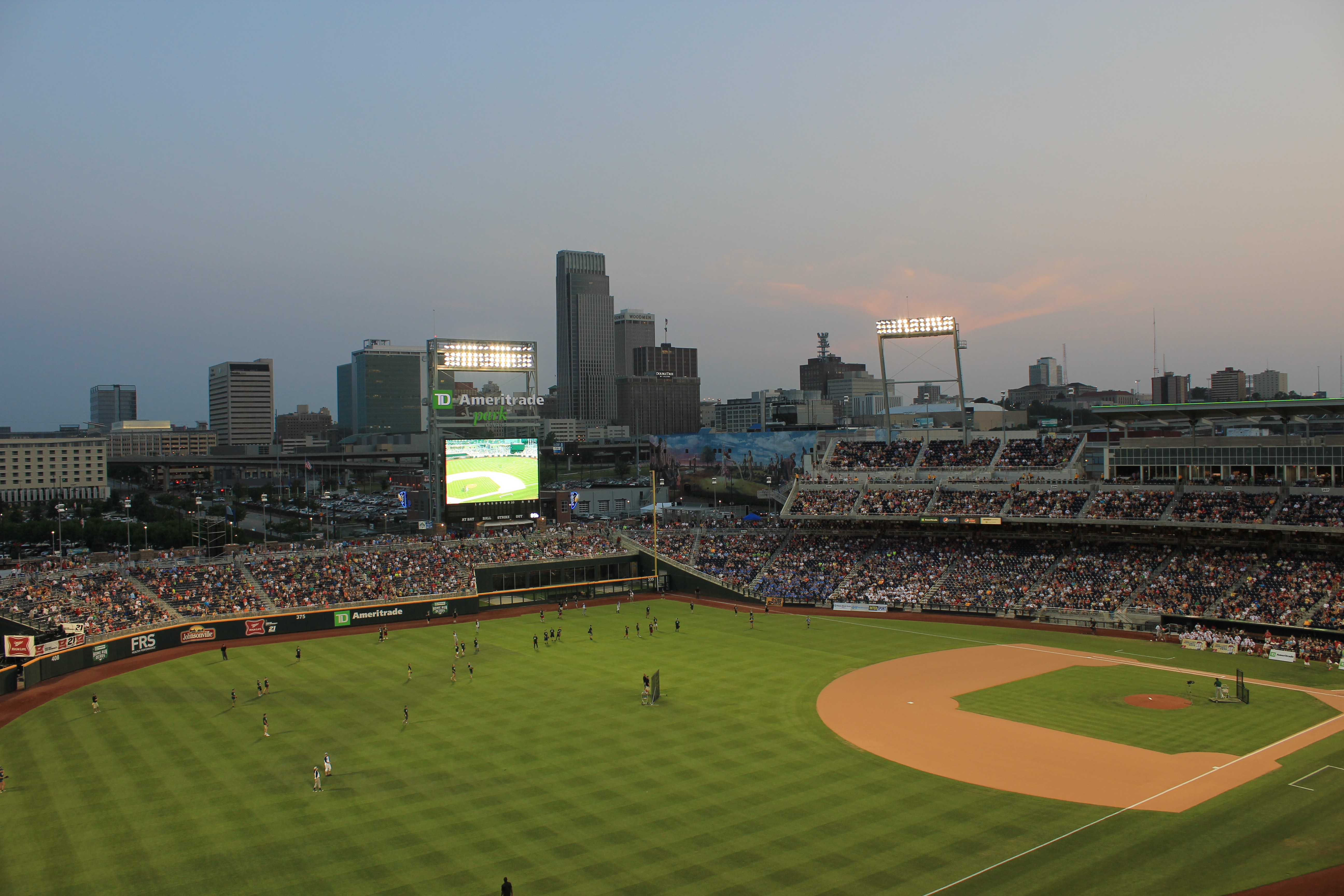
Match au TD Ameritrade Park (juillet 2012)
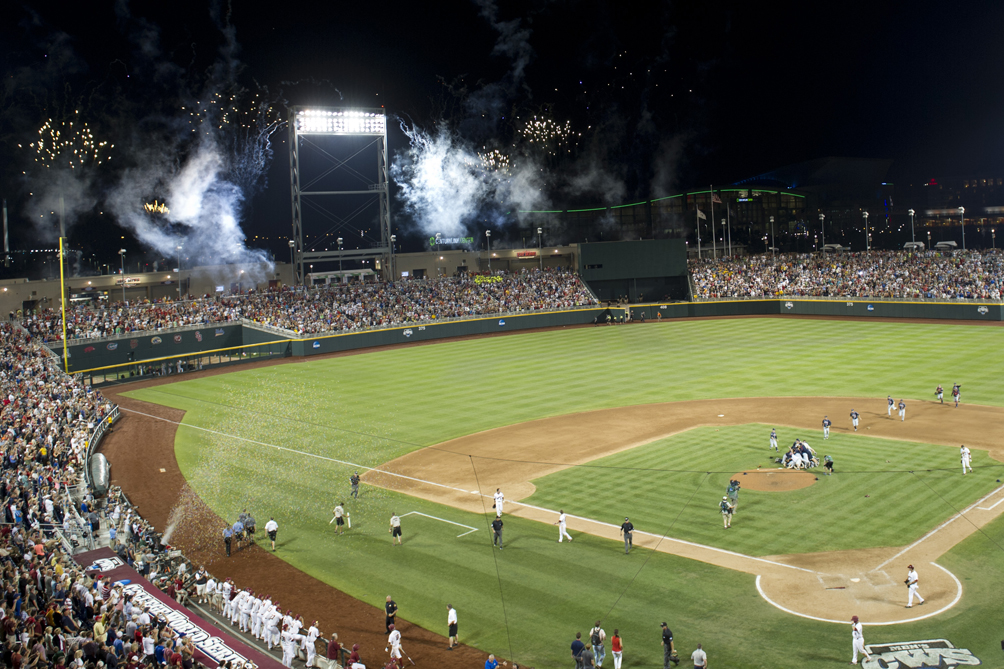
Finale des College World Series de 2012